# 16. Flak-Division
La 16. Flak-Division (16e division de Flak) est une division de lutte antiaérienne de la Luftwaffe allemande au sein de la Wehrmacht durant la Seconde Guerre mondiale.

## Historique
La 16. Flak-Division est mise sur pied le 1er mars 1942 à Lille en France pour remplacer la 6. Flak-Division transférée sur le front de l'Est.

Le stab/Flak-Regiment 95 (v) et le Stab/Flak-Regiment 656 (v) quitte la division et rejoignent la 18. Flak-Brigade (de) en décembre 1943.
Le Stab/Flak-Regiment 11 (mot.) et le Stab/Flak-Regiment 20 (mot.) rejoignent la division en mars 1944 tandis que le Stab/Flak-Regiment 37 (mot.) devient le Stab/Flak-Sturm-Regiment 3 en mai 1944 et quitte la division.
La division est réorganisée en juin 1944, quand le Stab/20. Flak-Brigade arrive, et prend le contrôle des régiments sous la division.
En juillet 1944, la division se retire de la Belgique vers les Pays-Bas après l'invasion alliée de la France.
Puis, en septembre 1944, la division est de nouveau réorganisée.
Le 9 février 1942, la division est renommée VI. Flakkorps (de).

## Commandement
| Début         | Fin             | Grade           | Nom                            |
| ------------- | --------------- | --------------- | ------------------------------ |
| 15 juin 1942  | 28 février 1943 | Generalleutnant | Kurt Steudemann                |
| 1er mars 1943 | 30 avril 1944   | Generalleutnant | Rudolf Eibenstein              |
| 30 avril 1944 | 9 février 1945  | Generalmajor    | Friedrich-Wilhelm Deutsch (de) |

### Chef d'état-major (Ia)
| Début           | Fin             | Grade | Nom          |
| --------------- | --------------- | ----- | ------------ |
| ?               | ?               | ?     | ?            |
| 26 janvier 1944 | 15 février 1945 | Major | Walter Brett |

## Organisation

### Rattachement
| Début          | Fin            | Commandement                            |
| -------------- | -------------- | --------------------------------------- |
| 1er mars 1942  | Septembre 1944 | Luftgau-Kommando Belgien-Nordfrankreich |
| Septembre 1944 | Novembre 1944  | III. Flakkorps (de)                     |
| Novembre 1944  | 9 février 1945 | Luftwaffenkommando West                 |

### Unités subordonnées
Formation le 1er mars 1942 :
Organisation au 1er février 1943 :
- Stab/Flak-Regiment 8 à Rotterdam
- Stab/Flak-Regiment 37 à Watten
- Stab/Flak-Regiment 95 à Anvers
- Stab/Flak-Regiment 129 à Dunkerque
- Stab/Flak-Regiment 132 à Boulogne
- Stab/Flak-Regiment 431 à Lille
- Stab/Flak-Regiment 656 à Beauvais
- Luftnachrichten-Abteilung 136

Organisation au 1er novembre 1943 :
- Stab/Flak-Regiment 37 (mot.) à Watten
- Stab/Flak-Regiment 95 (v) à Anvers
- Stab/Flak-Regiment 129 (mot.) à Dunkerque
- Stab/Flak-Regiment 132 (mot.) à Boulogne
- Stab/Flak-Regiment 431 (mot.) à Lille
- Stab/Flak-Regiment 656 (v) à Beauvais
- Luftnachrichten-Abteilung 136

Organisation au 1er mars 1944 :
- Stab/Flak-Regiment 37 (mot.) à Watten
- Stab/Flak-Regiment 129 (mot.) à Dunkerque
- Stab/Flak-Regiment 132 (mot.) à Boulogne
- Stab/Flak-Regiment 431 (mot.) à Lille
- Luftnachrichten-Abteilung 136

Organisation au 1er juin 1944 :
- Stab/Flak-Regiment 11 (mot.)
- Stab/Flak-Regiment 20 (mot.)
- Stab/Flak-Regiment 129 (mot.)
- Stab/Flak-Regiment 132 (mot.)
- Stab/Flak-Regiment 431 (mot.)
- Luftnachrichten-Abteilung 136

Organisation au 1er juillet 1944 :
- Stab/20. Flak-Brigade (b.mot.)

Organisation au 1er octobre 1944 :
- Stab/Flak-Regiment 11 (mot.)
- Stab/Flak-Regiment 20 (mot.)
- Stab/Flak-Regiment 129 (mot.)
- Stab/Flak-Regiment 132 (mot.)
- Stab/Flak-Regiment 195 (v)
- Luftnachrichten-Abteilung 136

Organisation au 1er novembre 1944 :
- Stab/Flak-Regiment 11 (mot.)
- Stab/Flak-Regiment 20 (mot.)
- Stab/Flak-Regiment 87 (v)
- Stab/Flak-Regiment 100 (mot.)
- Stab/Flak-Regiment 111 (v)
- Stab/Flak-Regiment 129 (mot.)
- Stab/Flak-Regiment 132 (mot.)
- Stab/Flak-Regiment 195 (v)
- Luftnachrichten-Abteilung 136

### Livres
- Georges Bernage & François de Lannoy, Dictionnaire historique de la Luftwaffe et de la Waffen-SS, Éditions Heimdal, 1998
- (de) Karl-Heinz Hummel:Die deutsche Flakartillerie 1935 - 1945 - Ihre Großverbände und Regimenter, VDM Heinz Nickel, 2010